# Holger Otto
Holger Otto (* Mai 1970 in Heidelberg) ist ein deutscher Arzt und Krankenhausmanager. Er ist seit 2025 Werkleiter des Klinikums Passau. Zuvor war er unter anderem Geschäftsführer des Sana Klinikums Hof und in verschiedenen Führungspositionen im Gesundheitswesen tätig.

## Leben und Wirken
Otto studierte von 1990 bis 1996 Humanmedizin. Nach dem Abschluss arbeitete er ab 1999 als wissenschaftlicher Mitarbeiter am Universitätsklinikum Kiel in der Abteilung für Anästhesie. Im selben Jahr wurde er promoviert. 2004 erhielt er die Anerkennung als Facharzt für Anästhesiologie.
In den Jahren 2005 bis 2009 war Otto als OP-Manager am Klinikum 
Rendsburg tätig. Anschließend übernahm er bis 2010 die Abteilungsleitung für medizinische Betriebsorganisation und OP-Management am Klinikum Fulda. Von 2010 bis 2013 war er Klinikmanager an der Asklepios Klinik St. Georg in Hamburg.
Parallel zu seiner beruflichen Tätigkeit absolvierte Otto von 2007 bis 2009 ein berufsbegleitendes Masterstudium in Krankenhausmanagement an der Universität Kiel.
2013 wurde Otto Geschäftsführer der Sana Klinikum Hof GmbH. Diese Position hatte er bis Anfang 2025 inne. Im selben Jahr wurde er vom Stadtrat Passau zum neuen Werkleiter des Klinikums Passau berufen.

## Rezeption
Holger Otto wurde in verschiedenen überregionalen und regionalen Medien porträtiert, unter anderem in der Frankenpost, der Passauer Neuen Presse und im Fachmagazin kma – Klinik Management aktuell.